# Безпека (серіал)
«Безпека» (англ. Safe) — британський драматичний телевізійний серіал, прем'єра якого відбулася 10 травня 2018 року. Автором серіалу виступив британський письменник, автор детективних романів Гарлан Кобен.

## Синопсис
Головним героєм виступає британський лікар Том Ділейні, який змушений сам виховувати двох дочок-підлітків після смерті своєї дружини від раку. Одного дня дочка місцевого багатія Сіа Маршал вирішує влаштувати вечірку з приводу від'їзду своїх батьків на відпочинок, куди запрошує старшу дочку Тома Дженні. Наступного дня Дженні не повертається додому і розшуки, які починає Том, з кожним кроком проливають світло на все більшу кількість страшних і ганебних таємниць в особистому житті місцевих жителів та їхніх дітей.

## Актори та персонажі
| Актор             | Роль                 | Опис                                                                                |
| ----------------- | -------------------- | ----------------------------------------------------------------------------------- |
| Майкл Голл        | Том Ділейні          | Вдівець дружини Рейчел, хірург                                                      |
| Емі Джеймс-Келлі  | Дженні Ділейні       | 16 років, старша дочка Тома, дівчина Кріса                                          |
| Ізабель Аллен     | Керрі Ділейні        | Молодша донька Тома                                                                 |
| Марк Воррен       | Піт Мейфілд          | Найкращий друг і колега Тома                                                        |
| Ганна Артертон    | Емма Касл            | Детектив-констебль, переїхала з великого міста                                      |
| Аманда Аббінгтон  | Софі Мейсон          | Сержант-детектив, напарниця Емми, дівчина Тома                                      |
| Еммет Сканлан     | Джош Мейсон          | Колишній чоловік Софі, який живе в причепі-кемпері, припаркованому біля її під'їзду |
| Індія Фавлер      | Еллен Мейсон         | Дочка Софі                                                                          |
| Луї Грейторекс    | Генрі Мейсон         | Підліток, син Софі                                                                  |
| Фредді Торп       | Кріс Чахал           | Син Зої та Ніла, 19 років, хлопець Дженні                                           |
| Одрі Флеро        | Зої Чахал            | Матір Кріса, вчителька французької мови, звинувачена в непристойності               |
| Джоплін Сібтейн   | Ніл Чахал            | Чоловік Зої                                                                         |
| Імоген Герні      | Тіллі Чахал          | Донька Зої та Ніла                                                                  |
| Емі-Лі Гікман     | Сія Маршалл          | Однокласниця Дженні, яка займалася торгівлею наркотиками                            |
| Найджел Ліндсі    | Джоджо Маршалл       | Батько Сії                                                                          |
| Лейла Руас        | Лорен Маршалл        | Матір Сії                                                                           |
| Майло Твомі       | Арчі «Боббі» Робертс | Власник бару Heaven                                                                 |
| Гіро Файнс-Тіффін | Йон Фуллер           |                                                                                     |
| Карен Брайсон     | Гелен Кровторн       | Сусідка родини Делейні                                                              |